# Combat Boat 90
Combat Boat 90 (CB 90) je třída víceúčelových hlídkových a rychlých útočných člunů vyvinutých pro švédské námořnictvo. Plavidla byla do služby přijata roku 1991 jako náhrada plavidel třídy Tpbs 200. Jejich švédské označení je Stridsbåt 90H (obchodní název jako CB 90H na mezinárodní), přičemž písmeno H vyjadřuje, že jeden člun pojme polovinu čety plně vystrojených vojáků. Plavidla mají také varianty Stridsbåt 90HS a Stridsbåt 90HSM (obchodní názvy jako CB 90HS a CB 90HSM na mezinárodní příslušně). Jejich slouží v celé řadě rolí, včetně útočné, pobřežní obrany, průzkumu, nebo speciálních operací. Postaveno bylo přes 278 člunů tohoto typu. Jejich zahraničními uživateli jsou Malajsie, Mexiko, Norsko, Peru, Řecko, Spojené státy americké a Ukrajina.
Ruské námořnictvo od roku 2015 provozuje vizuálně velmi podobná plavidla projektu 03160 (třída Raptor) i projektu 02510 (typu BK-16), nebylo však potvrzeno, že by se jednalo např. o licenční verzi typu CB 90.

## Stavba
Plavidla CB 90 vyvinula švédská loděnice Dockstavarvet.
Nejnovější verze pro švédské námořnictvo nese označení Stridsbåt 90HSM. Plavidla mají zlepšené výkony, modernější senzory a jsou vybavena dálkově ovládanou zbraňovou stanicí. Švédsko jich odebere 17 kusů.

## Konstrukce
Čluny jsou vyrobeny z hliníku. Na přídi jsou vybaveny speciální rampou umožňující rychlé opuštění plavidla výsadkem. Za rampou se nachází prostor tříčlenné posádky a dále prostor pro náklad, který na rampu přímo navazuje. Nákladní prostor je zčásti možné vybavit modulárním vybavením. Kapacita plavidla je 21 vojáků, nebo až 4,5 tuny nákladu. Základní výzbroj tvoří tři 12,7mm kulomety M2HB (alternativou je 40mm granátomet Mk 19).
Pohonu systému CB 90H tvoří dva diesely Scania DSI14.52, každý o výkonu 615 hp, pohánějící dva vodní trysky KaMeWa FF-450. Pohonné systémy CB 90HS a CB 90HSM byly změněny na dva diesely DSI14.58M, každý o výkonu 675 hp, pohánějící dva vodní trysky KaMeWa FF-410 a dva diesely DI16 304M, každý o výkonu 1150 hp, pohánějící dva vodní trysky KaMeWa S32. Nejvyšší rychlost dosahuje 45 uzlů.

## Uživatelé
Malajsie
- Malajsijské královské námořnictvo

 Mexiko
- Mexické námořnictvo

 Norsko
- Norské královské námořnictvo

 Peru
- Peruánská pobřežní stráž

 Švédsko
- Švédské námořnictvo

 Řecko
- Řecká pobřežní stráž

 Ukrajina

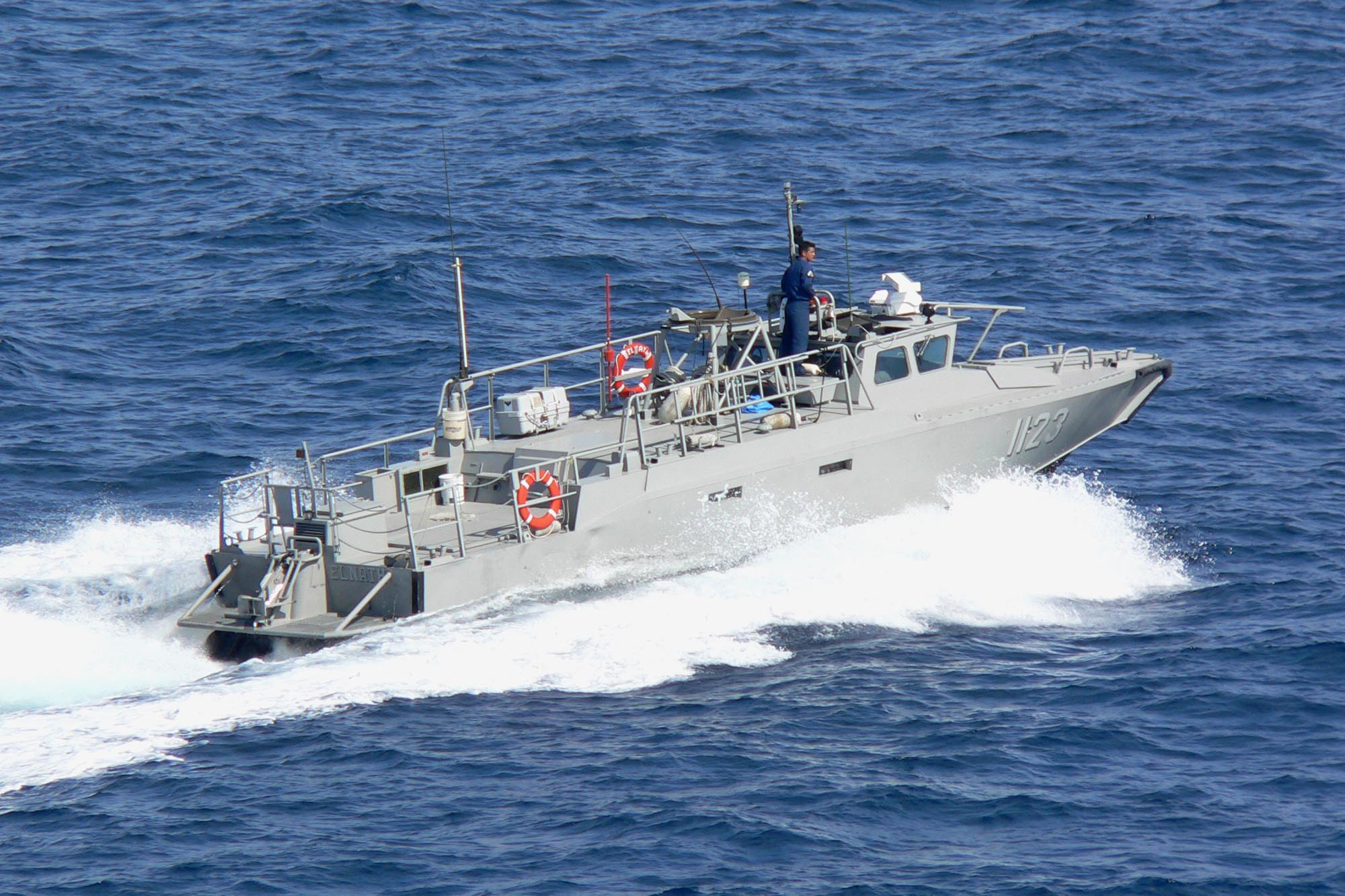
Mexický CB90

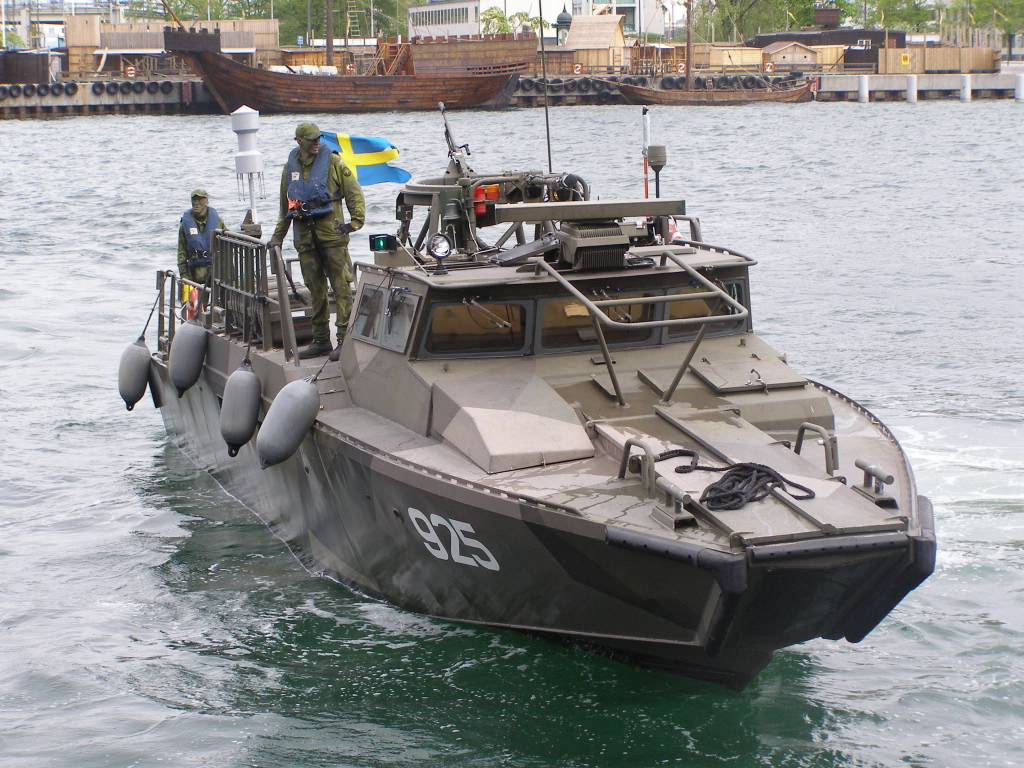
Švédský CB90

- Ukrajinské námořnictvo – V červnu 2024 země informovala o akvizici tří člunů CB 90.[3] V lednu 2025 zveřejněný balíček švédské pomoci Ukrajině obsahoval dalších šestnáct člunů CB 90.[4]

 USA
- Námořnictvo Spojených států amerických